# Stepanivka, Perevalsk
Stepanivka (în ucraineană Степанівка) este un sat în comuna Veselohorivka din raionul Perevalsk, regiunea Luhansk, Ucraina.

## Demografie
Componența lingvistică a localității Stepanivka
     Ucraineană (53,85%)
     Rusă (46,15%)
Conform recensământului din 2001, majoritatea populației localității Stepanivka era vorbitoare de ucraineană (53,85%), existând în minoritate și vorbitori de rusă (46,15%).